# Anny Ondra
Anny Ondra (właśc. Anna Sophie Ondráková; ur. 15 maja 1902 w Tarnowie, zm. 28 lutego 1987 w Hollenstedt) – czeska aktorka filmowa. 
Ondráková była córką austro-węgierskiego oficera. Dzieciństwo spędziła w Pradze. W 1919 zadebiutowała w czechosłowackim filmie Palimpsest. Wkrótce stała się jedną z najbardziej znanych czeskich aktorek czeskiego kina niemego lat 20. XX wieku. Odnosiła również duże sukcesy za granicą. Występowała w filmach niemieckich i austriackich, a później brytyjskich, m.in. w reżyserii Alfreda Hitchcocka (filmy Człowiek z wyspy i Szantaż z 1929). Wprowadzenie dźwięku do filmu sprawiło jej pewien kłopot ze względu na jej wyraźny akcent. Film Hitchcocka Szantaż był nakręcony z użyciem technologii dźwiękowej, a głos Anny Ondry dubbingowała Joan Barry. W erze dźwięku Ondry nagrała jeszcze kilkadziesiąt filmów; ostatecznie zrezygnowała z aktorstwa na początku lat 50.
W 1933 wyszła za mąż za boksera Maxa Schmelinga, z którym żyła aż do śmierci w 1987.